# درده هولم
درده هولم (دانمارکی: Dorthe Holm؛ زادهٔ ۳ ژوئیهٔ ۱۹۷۲) ورزشکار کرلینگ اهل دانمارک است.